# کنیریم (آیووا)
کنیریم (به انگلیسی: Knierim) شهری در ایالت آیووا کشور ایالات متحده آمریکا است که جمعیت آن در سرشماری سال ۲۰۱۰ میلادی، ۶۰ نفر بوده‌است.